# UFC 14
UFC 14: Showdown（ユーエフシー・フォーティーン：ショウダウン）は、アメリカ合衆国の総合格闘技団体「UFC」の大会の一つ。1997年7月27日、アラバマ州バーミングハムのバウトウェル記念オーディトリアムで開催された。

## 大会概要
メインイベントのUFC世界ヘビー級タイトルマッチでは、UFC初出場で挑戦者のモーリス・スミスが王者のマーク・コールマンを降し、第2代UFC世界ヘビー級王者となった。
ヘビー級トーナメントでは、UFC初出場のマーク・ケアーがグレッグ・スコット、ダン・ボビッシュを破り優勝。ミドル級トーナメントではバルセロナオリンピック・レスリング金メダリストのケビン・ジャクソンが優勝を果たした。
モーリス・スミスとマーク・ケアーがUFCに初出場した。

## ルール改正
これまでUFCでは素手による出場が認められておりオープンフィンガーグローブの着用は選手の自由であったが、本大会より、4 - 6オンスのオープンフィンガーグローブの着用が義務付けられた。
なお、UFCでオープンフィンガーグローブを最初に着用した選手は、UFC 4でのメルトン・ボーウェンである。
本大会よりライト級（200ポンド未満、90.7kg未満）がミドル級と改称された。

## 試合結果

### リザーブマッチ
第1試合 UFC 14ミドル級トーナメント リザーブマッチ 10分1R
○  トニー・フリックランド vs.  ドニー・チャペル ×
1R 1:31 チョーク
※フリックランドがトーナメントリザーブ権獲得
第2試合 UFC 14ヘビー級トーナメント リザーブマッチ 10分1R
○  アレックス・ハンター vs.  サム・フルトン ×
1R 2:22 TKO（レフェリーストップ：グラウンドパンチ）
※ハンターがトーナメントリザーブ権獲得

### トーナメント1回戦
第3試合 UFC 14ミドル級トーナメント 1回戦 15分1R
○  ジョー・モレイラ vs.  ユーリ・ヴァウリン ×
1R終了 判定3-0
※モレイラの負傷棄権によりリザーバーのフリックランドが決勝進出
第4試合 UFC 14ミドル級トーナメント 1回戦 15分1R
○  ケビン・ジャクソン vs.  トッド・バトラー ×
1R 1:27 ギブアップ（グラウンドパンチ）
※ジャクソンが決勝進出
第5試合 UFC 14ヘビー級トーナメント 1回戦 15分1R
○  マーク・ケアー vs.  モティ・ホーレンスタイン ×
1R 2:22 TKO（レフェリーストップ：グラウンドパンチ）
※ケアーが決勝進出
第6試合 UFC 14ヘビー級トーナメント 1回戦 15分1R
○  ダン・ボビッシュ vs.  ブライアン・ジョンストン ×
1R 2:10 TKO（レフェリーストップ：グラウンドパンチ）
※ボビッシュが決勝進出

### トーナメント決勝戦・タイトルマッチ
第7試合 UFC 14ミドル級トーナメント 決勝戦 15分1R
○  ケビン・ジャクソン vs.  トニー・フリックランド ×
1R 0:44 チョークスリーパー
※ジャクソンがトーナメント優勝
第8試合 UFC 14ヘビー級トーナメント 決勝戦 15分1R
○  マーク・ケアー vs.  ダン・ボビッシュ ×
1R 1:38 ギブアップ
※ケアーがトーナメント優勝
第9試合 UFC世界ヘビー級タイトルマッチ 15分1R、延長3分2R
○  モーリス・スミス vs.  マーク・コールマン ×
延長R終了 判定3-0
※スミスが王座獲得に成功